# Calephelis candiope
Calephelis candiope is een vlindersoort uit de familie van de prachtvlinders (Riodinidae), onderfamilie Riodininae.
Calephelis candiope werd in 1904 beschreven door H. Druce.